# کاملیا پوتک
کاملیا پوتک (به رومانیایی: Camelia Potec) زادهٔ ۱۹ فوریهٔ ۱۹۸۲ شناگراهل رومانی است.